# Ærøskøbing Spare- og Lånekasse
Ærøskøbing Spare- og Lånekasse var Danmarks næstældste sparekasse, oprettet i 1820. 
Sparrekassen lå på Torvet i Ærøskøbing, i en bygning bygget til sparekassen i 1940. Bygningen er i dag en hobbybutik.

## Historie
Ærøskøbing Spare- og Lånekasse åbnede den 9. maj 1820, og lå dengang i det gamle rådhus mit på torvet i Ærøskøbing. I 1863 flyttede sparekassen ind i det nye Ærøskøbing Rådhus, ligeledes på torvet.
I begyndelsen havde sparekassen åben hver lørdag, men senere fik den åbningstider på to dage i ugen. Først da sparekassen fik sine egne lokaler i 1940, fik den åbningstider hver eftermiddag. 
Det var arkitekten Alexis Prior, som tegnede den nye bygning.
Under 2. verdenskrig blev der indrettet offentligt beskyttelsesrum i kælderen under sparekassen.
Sparekassen fik stor betydning for Ærøskøbing gennem sine tilskud til bl.a brolægning, skolen, færgeforbindelse til Svendborg og indlæggelsen af centralvarme i kirken.